# Стінна ящірка пітіусенська
Стінна ящірка пітіусенська, або ящірка ібіська (Podarcis pityusensis) — вид ящірок родини справжніх ящірок (Lacertidae). Один із 28 видів роду. Ендемік Балеарських островів. Раритетний вид плазунів, занесений до Червоного списку МСОП та інших природоохоронних документів.

## Опис
Тіло завдовжки до 7 см завдовжки. Хвіст приблизно вдвічі довший за тіло. Тіло міцне з короткою головою і округлим тілом з відносно грубими, трохи килевими лусочками. Спинна поверхня зазвичай зелена, але може бути сірою або коричневою. Зазвичай є чітко окреслена бліда спинно-латеральна смуга, а вздовж хребта може проходити ряд темних плям або темна лінія. Знизу білий, кремовий, сірий, помаранчевий або рожевий, а горло, а іноді і живіт, можуть бути забарслені темнішим кольором.

## Поширення
Ендемік Балеарських островів у Середземному морі, що належать Іспанії. Природно поширений на острова Ібіца, Форментера, Коніллера та Ес-Ведра. Завезений на Майорку та материкову Іспанію (в Барселону, де колись припускали, що він вимер, але був “повторно відкритий” у 2007 році, у місто Альмерія на півдні Іспанії та острів Гастелугаче на півночі Іспанії). 

## Місця проживання
Населяє чагарники середземноморського типу, скелясті ділянки, скелясті береги, рілля, пасовища, плантації, сільські сади і міські райони. Трапляється на висоті до 475 м (1558 футів) над рівнем моря.

## Охорона
Раритетний вид плазунів, занесений до Червоного списку МСОП (охоронна категорія: вид перебуває у небезпечному стані) та Директивою Європейського Союзу 92/43/ЄС «Про збереження природних оселищ та видів природної фауни і флори» (Додаток IV. Види рослин і тварин, що становлять особливий інтерес для Європейського Союзу, які потребують суворих заходів охорони).